# Музей романтизму в Опіногурі

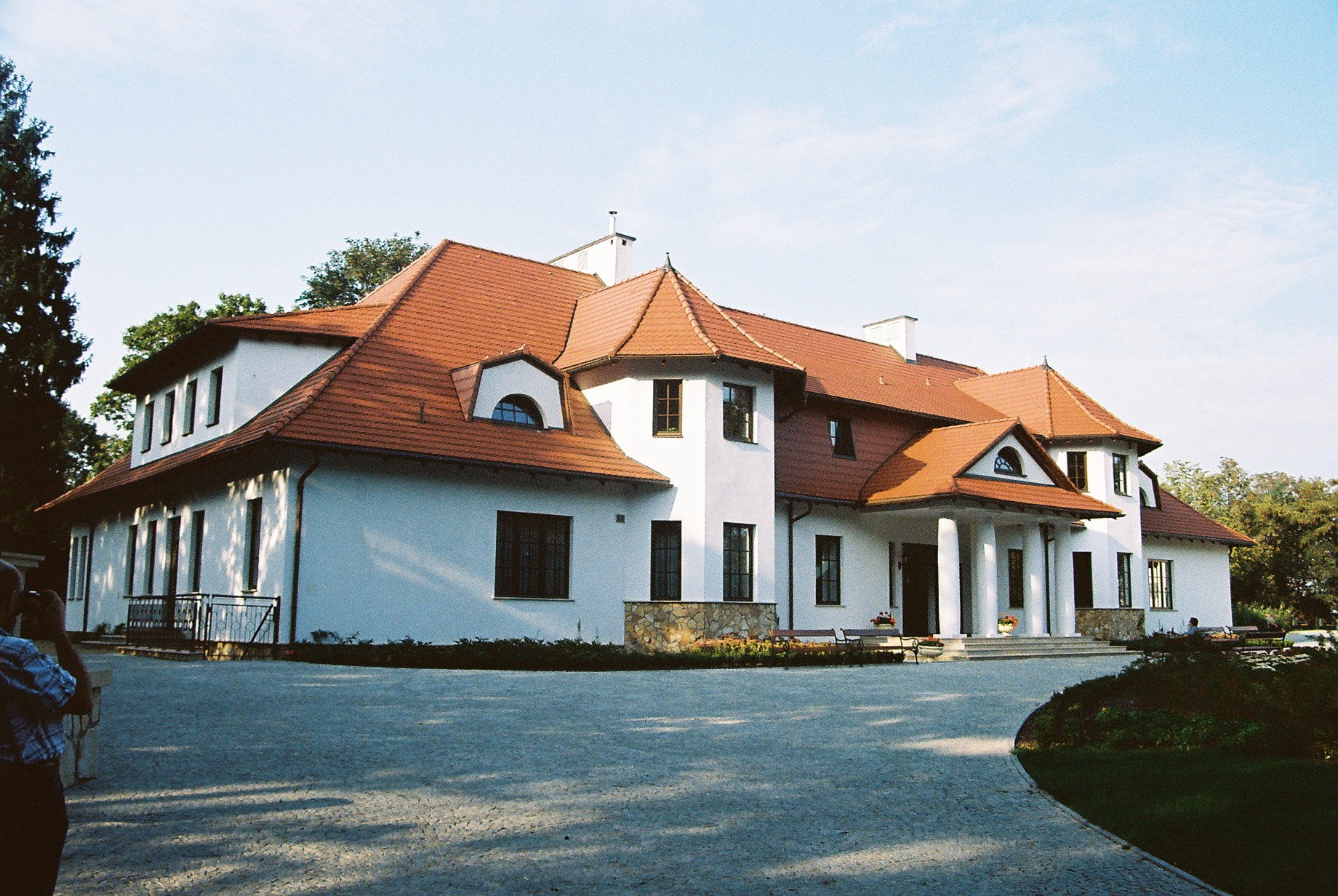
Усадьба

Музей романтизму в Опіногурі (пол. Muzeum Romantyzmu) — музей, знаходиться в населеному пункті Опіногура-Гурна Цеханувського повяту Мазовецького воєводства. Міститься у відреставрованому неоготичному палаці. Музей зареєстрований у Державному реєстрі музеїв.
Відкриття музею відбулося 20 травня 1961 року під час святкування 150-річчя передачі Наполеоном у власність Вінценту Красинському села Опіногури-Гурни, яке стало родовим гніздом Красинських. Музей збирає і демонструє експонати, пов'язані з історією шляхетського роду Красинських. Велика частина музею присвячена життєдіяльності польського поета і драматурга Зигмунта Красинського. У музеї також зібрані предмети наполеонівської епохи. Найціннішими предметами музею є портфель Наполеона, узятий козаками під час переправи річки Березіна, портрет Сигізмунда Красинського, написаний його дружиною Ельжбетою, сім портретів Красинських і мармуровий бюст генерала Вінцента Красинського. У музеї знаходиться бібліотека прижиттєвих видань Зигмунта Красинського, архів і колекція графіки.
До складу музею входять наступні об'єкти:
- Неоготичний палац, побудований у 40-і роки XIX століття. У палаці знаходиться постійна експозиція, присвячена Красинським.
- Садиба, побудована на початку XX століття за проектом польського архітектора Юзефа Галензовського. Міститься на місці більш ранньої, зруйнованої садиби. Нині у садибі демонструється постійна виставка «Malarstwo polskie epoki romantyzmu» (Польське мистецтво епохи романтизму).
- Спеціальна будова з господарськими і службовими приміщеннями. У цій будові демонструються тимчасові виставки.
- Англійський парк площею 22 га.